# Городнее (Лозовский район)
Городнее (укр. Городнє), село, 
Шатовский сельский совет,
Лозовский район,
Харьковская область.
Код КОАТУУ — 6323988003. Население по переписи 2001 года составляет 67 (31/36 м/ж) человек.

## Географическое положение
Село Городнее находится на расстоянии в 4 км от реки Бритай (правый берег),
по селу протекает пересыхающий ручей с запрудами.

## История
- 1856 — дата основания.